# Ginglymostoma cirratum
Ginglymostoma cirratum – gatunek ryby chrzęstnoszkieletowej z rodziny Ginglymostomatidae, jeden z dwóch obecnie żyjących gatunków z rodzaju Ginglymostoma (obok G. unami). Występuje u wybrzeży Atlantyku, od Ameryki Południowej do Afryki Zachodniej oraz we wschodnim Pacyfiku. Jest gatunkiem prowadzącym przydenny tryb życia, często spotykany w wodach przybrzeżnych – w kanałach pomiędzy korzeniami mangrowców, wśród szczelin skalnych i w rafach koralowych, ale także nad równiami pływowymi i wśród płatów roślinności. Prowadzi głównie nocny tryb życia, jest gatunkiem socjalnym. Poluje na bentosowe bezkręgowce i ryby, które chwyta zasysając je z wodą. Według IUCN klasyfikowany jest jako narażony na wyginięcie (VU – Vulnerable). W języku polskim określany jako rekin wąsaty.

## Zapis kopalny
Skamieniałości przedstawicieli rodzaju Ginglymostoma zostały odnalezione w osadach kredowych.

## Morfologia
W wielu źródłach wymiary ciała są szacowane na od 107 do 300 cm długości całkowitej. Leonard Compagno badający ryby chrzęstnoszkieletowe podaje, jakoby spotykano osobniki nawet 4 metrowe. Osobniki dorosłe ważą zwykle od 70,45 do 114,5 kg. Noworodki w chwili urodzenia mierzą 27–30 cm długości.
Rekin ten posiada dość długie, zaokrąglone płetwy (szczególnie piersiowe), zaokrąglony jest także pysk. Niewielki okrągły otwór gębowy skierowany jest do przodu. Na pysku znajdują się dwa wąsiki czuciowe i elektrocyty, ułatwiające poszukiwanie ofiary. Ma także dość małe oczy bez powiek, tryskawki także niewielkie. Posiada także pięć szczelin (szpar) skrzelowych, a piąta łączy się z czwartą. Dorosłe osobniki mogą mieć barwę od jasno- do ciemnobrązowej. Na grzbietach młodych osobników występują czarne plamki z jaśniejszymi obwódkami. Istnieją doniesienia o zaobserwowaniu osobników albinotyczne: o żółtawej barwie ciała. Młode osobniki wykazują zdolność do adaptacji ubarwienia ciała w zależności od warunków zewnętrznych – gdy umieszczano młode rekiny w zacienionym zbiorniku, w ciągu kilku minut zmieniały one barwę na ciemniejszą niż u tych, które przebywały w zbiorniku nasłonecznionym.
Poniżej znajdują się opisy okresu dojrzewania samca i samicy rekina wąsatego według Jose I. Castro:
- Samiec – osiąga dojrzałość płciową przy długości całkowitej 215 cm ciała, przy czym przy długości 180 cm jego pterygopodium już się powoli wykształca, aby móc już na tym etapie życia odbywać gody. Jest przy tym nieco mniejszy od samicy.
- Samica – większa, ma pełniejsze partie brzuszne. Wcześniej jej dojrzałość płciową definiowano przy długości ciała ok. 152 cm, lecz późniejsze badania Castra wywnioskowały, że samice osiągają dojrzałość do rozmnażania przy długości 210 cm, gdy ich jajowody są już dobrze rozwinięte.

Niewielkie i niezróżnicowane zęby tego rekina są ułożone za sobą rzędami, w szczęce jest ich po 30-36 w rzędach, w żuchwie po 28-31. Zęby z jednym guzkiem zębowym, flankowanym po bokach przez dwa lub trzy mniejsze guzki. Zęby skórne mają postać zbliżoną do kamyka, z trzema do pięciu słabo zaznaczonymi krawędziami, są stosunkowo duże i słabo zachodzą na siebie. Tempo wymiany zębów jest większe u młodych osobników niż u starych. Rekin wąsaty może wymieniać utracone zęby niezależnie od pozostałych zębów w rzędzie – ząb z kolejnego rzędu przesuwa się do przodu zastępując ubytek, niezależnie od sąsiadujących zębów.

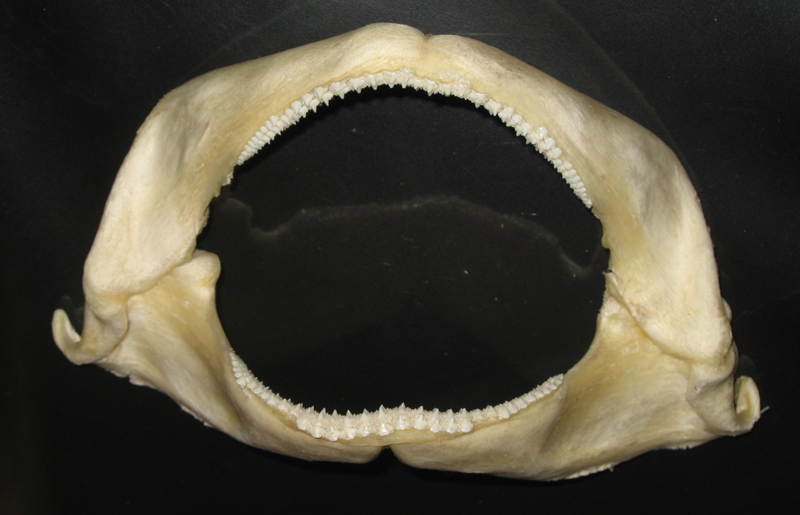
Szczęka i żuchwa
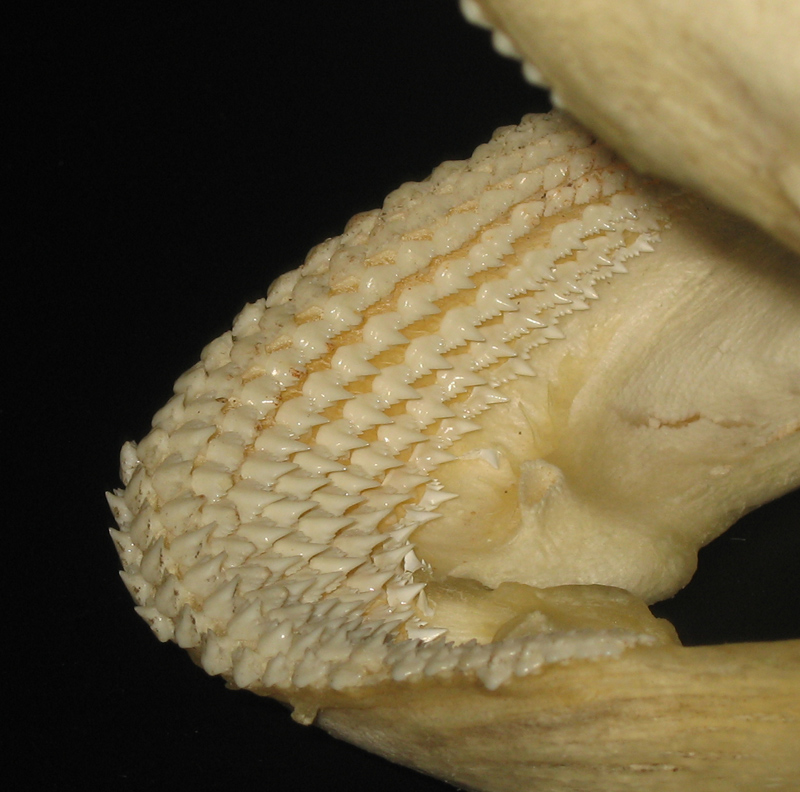
Zęby żuchwy
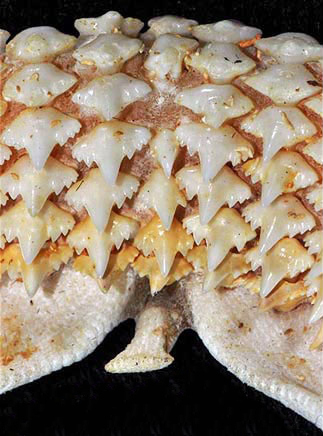
Zęby szczęki
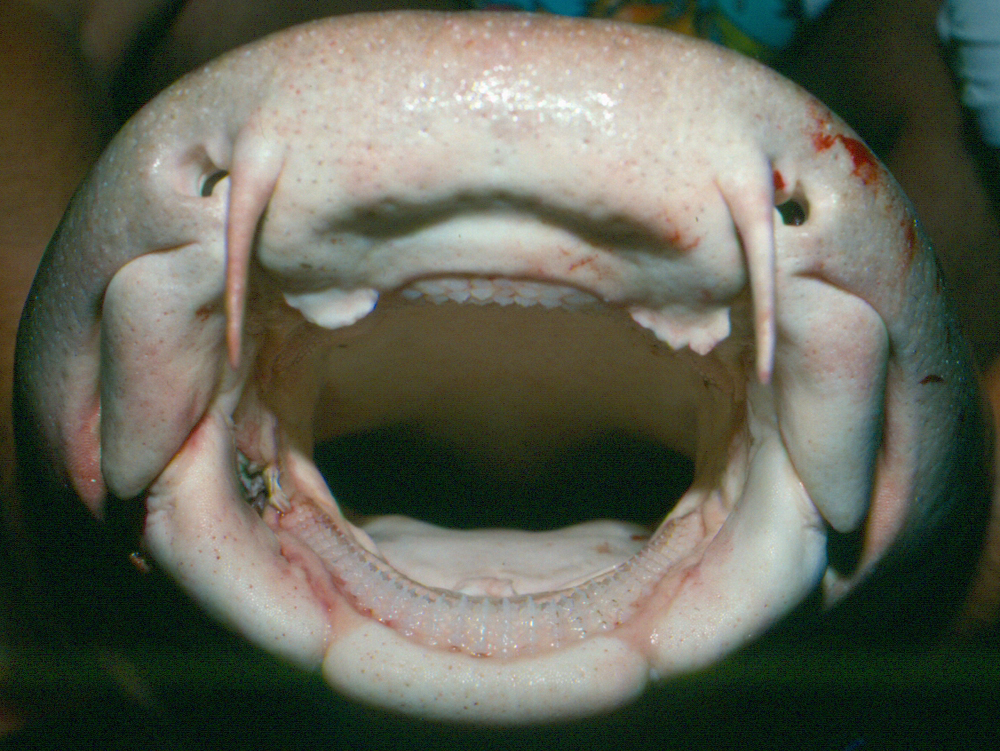
Wygląd otworu gębowego

## Systematyka
Rodzaj Ginglymostoma jest rodzajem typowym dla rodziny Ginglymostomatidae.
Gatunek opisał naukowo Pierre Joseph Bonnaterre, nadając początkowo mu nazwę Squalus cirratus. Najbliżej spokrewnionym z Ginglymostoma cirratum jest G.unami, który występuje we wschodniej części Pacyfiku i często jest z G. cirratum mylony. G. cirratum było opisywane pod wieloma synonimami m.in.: Squalus punctulatus (Lacépede, 1800), Squalus punctatus (Bloch & Schneider, 1801), Squalus argus (Bancroft, 1832), Ginglymostoma fulvum (Poey, 1861) oraz Ginglymostoma caboverdianus (Capello, 1867). Umieszczenie gatunku w osobnym rodzaju Ginglymostoma zasugerowali Johannes Peter Müller i Friedrich Jakob Henle w 1837 roku i pozostaje on tam obecnie.

### Etymologia
Nazwa pochodzi od greckich i łacińskich słów:
- ginglymos = (gr.) zawias, zawiasowy[9],
- stoma, stomus = (gr.) pysk, otwór gębowy[9],
- cirratus = (łac.) wąsaty[10].

Angielska nazwa natomiast (Nurse shark) wywodzi się od słowa nusse, pochodzącego z kolei ze staroangielskiego słowa huss, którym określano rekinka psiego (Scyliorhunchus canicula), a także inne Scyliorhinidae, do których początkowo klasyfikowano G. cirratum. Brytyjscy kolonizatorzy, ze względu na morfologiczne podobieństwa do gatunku znanego im z ojczyzny, przenieśli zmodyfikowaną nazwę na gatunek, który spotkali w Nowym Świecie.

### Pozycja systematyczna
Kashiwagi et al. zsekwencjonowali mtDNA gatunku, liczące 16692 pary zasad, obejmujące 13 genów kodujących białka, 22 – tRNA i 2 – rybosomalne RNA. Uzyskane wyniki posłużyły do skonstruowania kladogramu, w którym grupą siostrzaną gatunku okazał się Rhincodon typus (G. cirratum było jedynym uwzględnionym w badaniu przedstawicielem swego rodzaju). Poniższy kladogram obrazuje uzyskane wyniki (uproszczono):
|  | \| \| Chiloscyllium plagiosum \| \| \| \| \| \| Chiloscyllium punctatum \| \| \| \| |
|  |                                                                                     |
|  | Chiloscyllium griseum                                                               |
|  |                                                                                     |
|  | Chiloscyllium plagiosum                                                             |
|  |                                                                                     |
|  | Chiloscyllium punctatum                                                             |
|  |                                                                                     |

|  | Chiloscyllium plagiosum |
|  |                         |
|  | Chiloscyllium punctatum |
|  |                         |

|  | \| \| Ginglymostoma cirratum \| \| \| \| \| \| Rhincodon typus \| \| \| \| |
|  |                                                                            |
|  | Stegostoma fasciatum                                                       |
|  |                                                                            |
|  | Ginglymostoma cirratum                                                     |
|  |                                                                            |
|  | Rhincodon typus                                                            |
|  |                                                                            |

|  | Ginglymostoma cirratum |
|  |                        |
|  | Rhincodon typus        |
|  |                        |

|  | \| \| Chiloscyllium plagiosum \| \| \| \| \| \| Chiloscyllium punctatum \| \| \| \| |
|  |                                                                                     |
|  | Chiloscyllium griseum                                                               |
|  |                                                                                     |
|  | Chiloscyllium plagiosum                                                             |
|  |                                                                                     |
|  | Chiloscyllium punctatum                                                             |
|  |                                                                                     |

|  | Chiloscyllium plagiosum |
|  |                         |
|  | Chiloscyllium punctatum |
|  |                         |

|  | \| \| Ginglymostoma cirratum \| \| \| \| \| \| Rhincodon typus \| \| \| \| |
|  |                                                                            |
|  | Stegostoma fasciatum                                                       |
|  |                                                                            |
|  | Ginglymostoma cirratum                                                     |
|  |                                                                            |
|  | Rhincodon typus                                                            |
|  |                                                                            |

|  | Ginglymostoma cirratum |
|  |                        |
|  | Rhincodon typus        |
|  |                        |

|  | \| \| Chiloscyllium plagiosum \| \| \| \| \| \| Chiloscyllium punctatum \| \| \| \| |
|  |                                                                                     |
|  | Chiloscyllium griseum                                                               |
|  |                                                                                     |
|  | Chiloscyllium plagiosum                                                             |
|  |                                                                                     |
|  | Chiloscyllium punctatum                                                             |
|  |                                                                                     |

|  | Chiloscyllium plagiosum |
|  |                         |
|  | Chiloscyllium punctatum |
|  |                         |

|  | \| \| Ginglymostoma cirratum \| \| \| \| \| \| Rhincodon typus \| \| \| \| |
|  |                                                                            |
|  | Stegostoma fasciatum                                                       |
|  |                                                                            |
|  | Ginglymostoma cirratum                                                     |
|  |                                                                            |
|  | Rhincodon typus                                                            |
|  |                                                                            |

|  | Ginglymostoma cirratum |
|  |                        |
|  | Rhincodon typus        |
|  |                        |

|  | \| \| Chiloscyllium plagiosum \| \| \| \| \| \| Chiloscyllium punctatum \| \| \| \| |
|  |                                                                                     |
|  | Chiloscyllium griseum                                                               |
|  |                                                                                     |
|  | Chiloscyllium plagiosum                                                             |
|  |                                                                                     |
|  | Chiloscyllium punctatum                                                             |
|  |                                                                                     |

|  | Chiloscyllium plagiosum |
|  |                         |
|  | Chiloscyllium punctatum |
|  |                         |

|  | \| \| Ginglymostoma cirratum \| \| \| \| \| \| Rhincodon typus \| \| \| \| |
|  |                                                                            |
|  | Stegostoma fasciatum                                                       |
|  |                                                                            |
|  | Ginglymostoma cirratum                                                     |
|  |                                                                            |
|  | Rhincodon typus                                                            |
|  |                                                                            |

|  | Ginglymostoma cirratum |
|  |                        |
|  | Rhincodon typus        |
|  |                        |

## Rozmieszczenie geograficzne

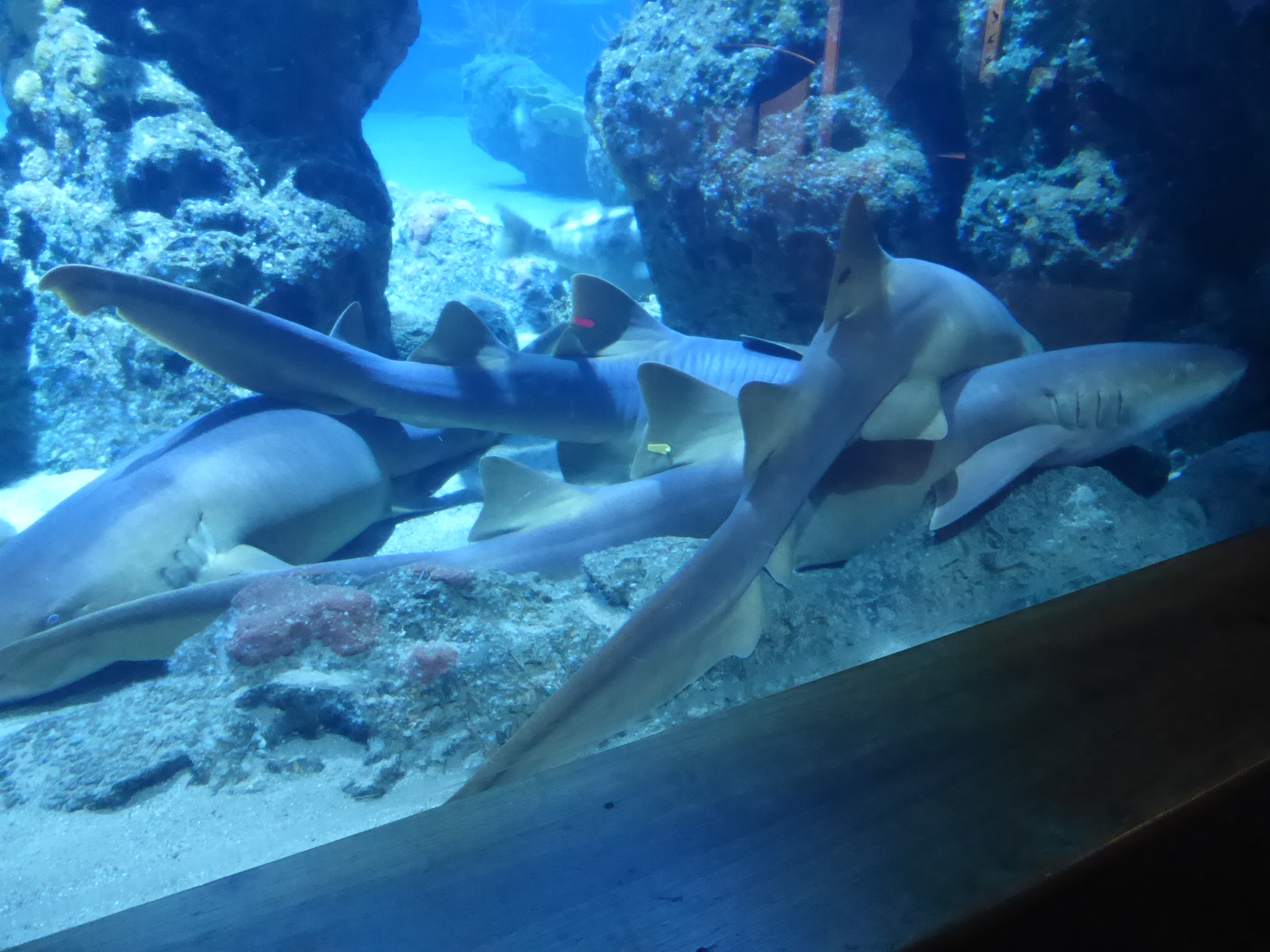
Rekiny w ogrodzie zoologicznym, w Rotterdamie

Gatunek ten występuje w Atlantyku i Pacyfiku, u wybrzeży obu Ameryk, w strefie tropikalnej i zwrotnikowej, Morzu Karaibskim oraz u atlantyckich wybrzeży Afryki Zachodniej. W Atlantyku jest pospolity; widywany w Portsmouth w stanie New Hampshire, południowym Belize, na Bahamach, Kubie, Portoryko, Dominikanie, Gujanie, São Paulo w Brazylii, Zatoce Biskajskiej (kraj Basków), blisko Gibraltaru, Luandy i Angoli. W Oceanie Spokojnym Ginglymostoma cirratum występuje u wybrzeży Estero de La Bocana w Baja California Sur, Zatoki Kalifornijskiej, wzdłuż wybrzeży Ameryki Środkowej, aż do Nazca w Peru. Według niektórych źródeł populacje z Pacyfiku należy wyodrębnić jako osobny gatunek: Ginglymostoma unami.

## Ekologia

### Środowisko
Ginglymostoma cirratum zamieszkuje przede wszystkim rafy koralowe (tropikalne i subtropikalne), laguny, ujścia rzek, namorzyny, tereny skaliste. Dorosłe i młode za dnia odpoczywają w jaskiniach lub szczelinach, na głębokości do 130 metrów, młodsze osobniki można spotkać na głębokości od 1 do 4 metrów, na mieliznach. Nocą (często stadnie, są to bowiem socjalne zwierzęta) wyrusza na polowanie. Polują na głębokości od 1 do 20 m.

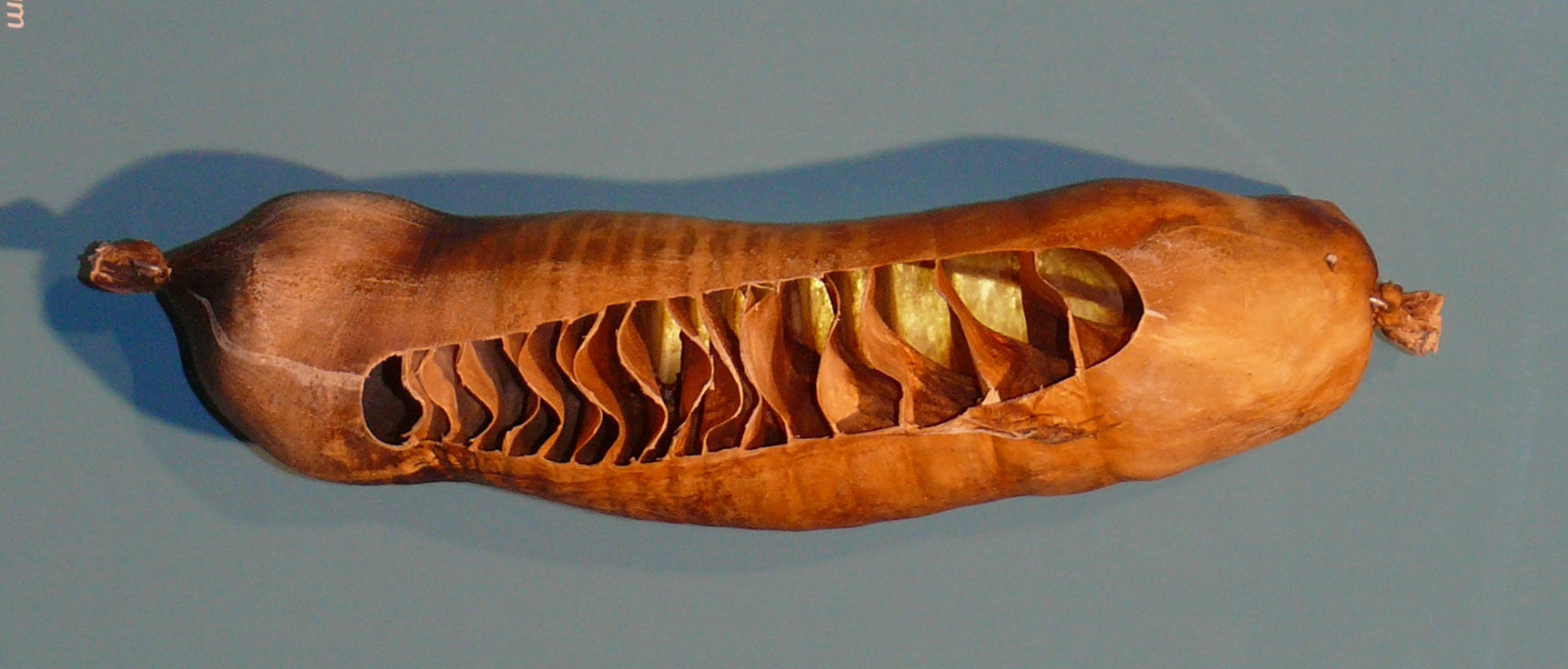
Jajo rekina

### Drapieżnictwo
W wodach morskich istnieje wiele drapieżników polujących na Ginglymostoma cirratum. Wśród nich znajdują się inne rekiny np. żarłacz cytrynowy (Negaprion brevirostris), żarłacz tygrysi (Galeocerdo cuvier), głowomłot wielki (Sphyrna mokarran) i żarłacz tępogłowy (Carcharhinus leucas). Na rekiny wpływające do ujść rzek poluje aligator amerykański (Alligator mississipiensis).

### Odżywianie się

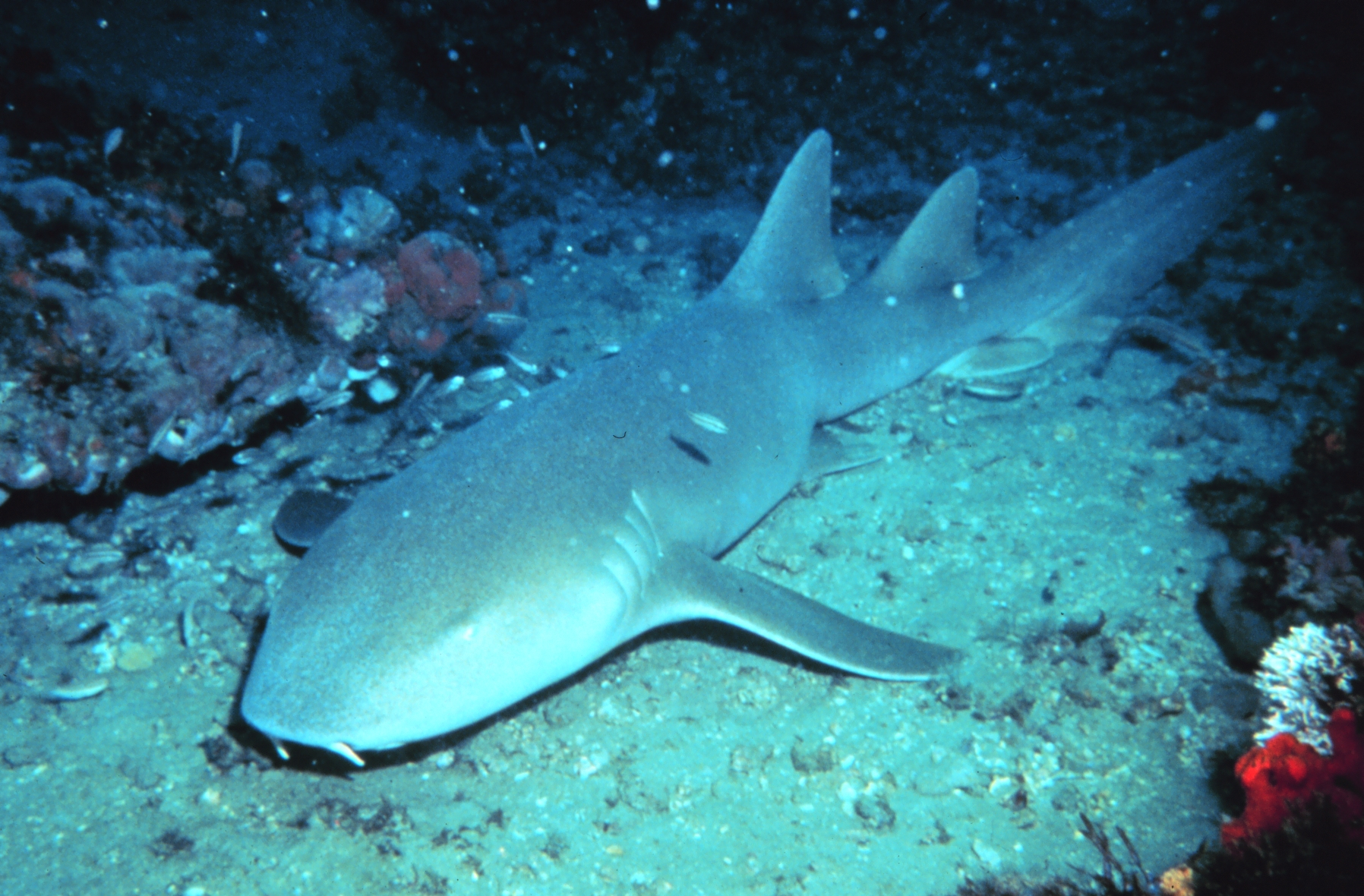
Odpoczywający rekin wąsaty

Gatunek ten odżywia się krewetkami (Caridea), langustami (Palinuridae), krabami (Brachyura), szkarłupniami (Echinodermata), ośmiornicami (Octopodiformes), kalmarami (Teuthida), małżami (Bivalvia), ślimakami (Gastropoda) oraz rybami (mugilami, sumikami, rozdymkami i płaszczkami), wśród diety znaleziono także algi (Algae) i szczątki martwych koralowców (Anthozoa). Wiadomo, że polują także na jeżowce (Echinoidea), a w żołądkach znajdywano chitynowe dzioby głowonogów. Gdy odnajdzie pokarm, „wsysa” go pyskiem. Ze wszystkich spodoustych robi to najszybciej, osiągając największe rozwarcie po 32 ms. Obniżenie żuchwy trwa 26 ms, uniesienie następuje po 66 ms, aczkolwiek czasy te wykazują dużą zmienność międzyosobniczą. Jednostronny przepływ wody od pyska do szczelin skrzelowych zapewniają zastawki policzkowe wraz z bardzo szybkim poszerzeniem się przestrzeni policzkowej. Podobny sposób odżywiania się wyewoluował wielokrotnie u innych grup rekinów oraz ryb kostnych na drodze konwergencji.
Badania przeprowadzone przez Castra (2000 r.) opisują skład diety G. cirratum:
| Skład diety Ginglymostoma cirratum | Skład diety Ginglymostoma cirratum |
| ---------------------------------- | ---------------------------------- |
| koralowce                          | 1,49%                              |
| skorupiaki                         | 1,98%                              |
| głowonogi                          | 4,46%                              |
| inne chrzęstnoszkieletowe          | 0,50%                              |
| ryby kostnoszkieletowe             | 89,11%                             |
| inne                               | 2,48%                              |

### Pasożyty
Na rekinie wąsatym pasożytują bezkręgowce:
| pasożyty Ginglymostoma cirratum   | pasożyty Ginglymostoma cirratum |
| --------------------------------- | --- |
| przywry monogeniczne              | Erpocotyle ginglymostomae |
| tasiemce                          | Grillotia similis, Pedibothrium brevispine, Pedibothrium globicephalum, Pedibothrium maccalumi, Pedibothrium servattorum, Pedibothrium manteri, Pedibothrium longispine, Pedibothrium lintoni, Prochristianella tenuispine, Zygorhynchus ginglymostomatis |
| nicienie                          | Lockenloia sanguinis, Euterranova ginglymostomae, Mexiconema cichlasomae |
| widłonogi, równonogi, Maxillopoda | Nesippus orientalis, Pandarus sinuatus, Rocinela signata |
| pijawki                           | Pontobdella macrothela |

### Rozmnażanie
Tarło odbywa się latem, osobniki dorosłe migrują na płycizny w celach rozrodczych, pomimo że są to rekiny osiadłe. Mniejsze samce (posiadające pterygopodium) rywalizują między sobą o większą samicę; samce ścigają samicę, aby ją w końcu złapać, obrócić „do góry nogami” i móc z nią odbyć gody (często zostawiają swym partnerkom liczne ugryzienia, jednak tylko w celu przytrzymania ich). Samce praktykują poligamię, łączą się z kilkoma samicami. Pojedyncza samica również kopuluje zwykle z więcej niż jednym samcem (poliandria). W miocie samicy złowionej na Florida Keys, liczącym 32 młode, ustalono, że ojcostwo należy przypisać czterem różnym samcom. Prawdopodobnie zwiększa to różnorodność genetyczną danej populacji.
Jest to gatunek jajożyworodny, czyli że ikra, a następnie młode rozwijają się w macicy samicy. Narybek wtedy odżywia się zawartością woreczka żółtkowego. Następnie samica wydaje na świat późną wiosną od 21 do 28 młodych (podania FishBase) u ujść Florydy.

Młode rosną bardzo szybko, według badań Carriera i Luera, nawet 13,1 ± 9,5 cm na rok. Również szybko przybierają na wadze – 2,3 ± 1,3 kg na rok.

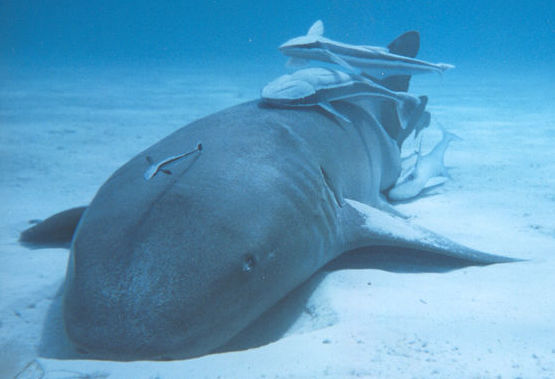
Jeden z „towarzyszy” Ginglymostoma cirratum – ryby z rodziny podnawkowatych (Echeneidae; Bahamy)

## Relacje z ludźmi
Jest to względnie łagodny rekin, jest ospały za dnia i ma małe zęby, zaniepokojony zwykle ucieka. Często pływa w towarzystwie kąpiących się ludzi (np. nurków) i pozwala się do siebie zbliżyć. Może być głaskany, karmiony z ręki czy być ujeżdżany przez dzieci, nie jest to jednak bezpieczne, ponieważ jego ugryzienia mogą spowodować dotkliwe rany, a rekin potrafi zaatakować bez ostrzeżenia. Zarejestrowano wypadki sprowokowanych, jak i niesprowokowanych ataków rekinów wąsatych na nurków. Pod względem liczby ataków na ludzi rekin ten plasuje się na czwartym miejscu, za żarłaczem białym, rekinem tygrysim i żarłaczem tępogłowym. Liczba ataków tych rekinów wzrosła wraz z rozwojem ruchu turystycznego, ekoturystyki. Często ludzie przypadkiem np. nadeptują na te ryby, co w konsekwencji kończy się pogryzieniem przez nie.
W przeszłości na rekiny wąsate polowano w celu pozyskiwania oleju z wątroby (tran) oraz cenionej skóry, przyprawione mięso nadaje się do konsumpcji. Z fragmentów ciała produkuje się mączkę rybną. Kiedy rekiny są jeszcze młode, mogą być wyłapywane w celach akwarystycznych i wpuszczane są do publicznych akwariów. Najstarszy osobnik żyjący w niewoli dożył 25 lat. Stany Zjednoczone jako jedyny kraj raportuje FAO o połowie tego rekina.

## Zagrożenia i ochrona
Międzynarodowa Unia Ochrony Przyrody (IUCN) uznaje Ginglymostoma cirratum za gatunek narażony na wyginięcie (VU – Vulnerable). Liczebność populacji nie jest znana, a jej trend uznaje się za spadkowy. Przyczyną tego są: drapieżnictwo ze strony innych zwierząt, intensywne połowy i wyłapywanie w celach akwarystycznych.